# Manzini Wanderers Football Club
Manzini Wanderers Football Club, meglio conosciuta come Manzini Wanderers, è una società calcistica swazilandese con sede nella città di Manzini. È una delle squadre di calcio più antiche dello Swaziland.

## Palmarès

### Competizioni nazionali
- Swazi Premier League: 6

1983, 1985, 1987, 1999, 2002, 2003
- Swazi Cup: 1

1984
- Supercoppa dello Swaziland: 3

2002, 2003, 2005
- Swazi Trade Fair Cup: 6

1984, 1985, 1986, 1993, 1996, 2000

### Altri piazzamenti
- Swazi Cup:

Finalista: 2009, 2015, 2018

### Posizionamenti in competizioni CAF
- CAF Champions League: 3 apparizioni

1984 – Turni preliminari
1986 – Turni preliminari
1988 – Primo turno
- Coppa delle coppe CAF: 1 apparizione

1985 – Primo turno

## Rosa attuale
| N. |                      | Ruolo | Calciatore         |
| -- | -------------------- | ----- | ------------------ |
| 1  | eSwatini (bandiera)  | P     | Sandile Ginindza   |
| 2  | eSwatini (bandiera)  | A     | Emanuel Mahlalela  |
| 3  | eSwatini (bandiera)  | D     | Dlamini Phumlani   |
| 4  | eSwatini (bandiera)  | D     | Mpendulo Dlamini   |
| 5  | eSwatini (bandiera)  | D     | Zamokuhle Mthetwa  |
| 6  | eSwatini (bandiera)  | C     | Timothy Mathonsi   |
| 7  | eSwatini (bandiera)  | C     | Lwazi Mamba        |
| 8  | eSwatini (bandiera)  | A     | Sdumo Shongwe      |
| 9  | eSwatini (bandiera)  | D     | Mncedisi Ngomane   |
| 9  | eSwatini (bandiera)  | A     | Sicelo Simelane    |
| 10 | eSwatini (bandiera)  | C     | Sandile Motsa      |
| 11 | Sudafrica (bandiera) | C     | Thabo Tshungulwane |
| 12 | eSwatini (bandiera)  | D     | Andile Makhubu     |
| 13 | eSwatini (bandiera)  | A     | Mphumelelo Zwane   |

| N. |                      | Ruolo | Calciatore         |
| -- | -------------------- | ----- | ------------------ |
| 14 | Zimbabwe (bandiera)  | D     | Elias Tsabalaka    |
| 15 | Zimbabwe (bandiera)  | C     | Hlonipheni Ndebele |
| 15 | Sudafrica (bandiera) | C     | Lucky Ndzimandze   |
| 16 | eSwatini (bandiera)  | P     | Basil Mthethwa     |
| 17 | eSwatini (bandiera)  | C     | Barnes Mensah      |
| 19 | eSwatini (bandiera)  | D     | Menzi Gamedze      |
| 23 | Zimbabwe (bandiera)  | A     | Stanford Ncube     |
| 24 | Zimbabwe (bandiera)  | A     | Size Phiri         |
| 25 | eSwatini (bandiera)  | C     | Thando Magaya      |
| 28 | eSwatini (bandiera)  | C     | Dumsani Mdluli     |
| 52 | Zimbabwe (bandiera)  | C     | Cedric Gulwa       |
| 55 | Ghana (bandiera)     | A     | Anus Mohamed       |
| 66 | eSwatini (bandiera)  | P     | Colani Mngomezulu  |